# Pacifoculodes bruneli
Pacifoculodes bruneli är en kräftdjursart som beskrevs av Edward Lloyd Bousfield och Chevrier 1996. Pacifoculodes bruneli ingår i släktet Pacifoculodes och familjen Oedicerotidae. Inga underarter finns listade i Catalogue of Life.